# Сафеева, Анна Андреевна
Анна Андреевна Сафеева (род. 24 февраля 1988 года, Ташкент, Узбекская ССР, СССР) — российская спортсменка, профессиональный боец смешанных единоборств, тайский боксёр. Бронзовая медалистка чемпионата мира по муайтай. Двукратная чемпионка России по муайтай. Чемпионка организации «Наше дело» в весовой категории до 52,2 кг.

## Биография
Анна родилась 24 февраля 1998 года в Ташкенте. В возрасте 30 лет начала увлекаться тайским боксом и ММА, где ее начал тренировать Дмитрий Валуевич.

## Любительская карьера

### 2022
Начала свою спортивную карьеру на любительском уровне в 2022 году. В мае выступила на чемпионате России по спортивной борьбе панкратион и стала серебряной медалисткой. В июне она выиграла чемпионат России по ММА, в октябре Анна выиграла кубок России по ММА в весе до 52,2кг, в ноябре удачно выступила на кубке России по муайтай в весовой категории до 54 кг. 

### 2023
В марте Сафеева дошла до финала чемпионата России по муайтай в Магнитогорске в весе до 51 кг. В апреле стала чемпионкой России по спортивной борьбе панкратион в весе до 53 кг. 

### 2024
В марте она впервые выиграла чемпионат России по муайтай в весе до 54 кг. В июне она выступила на чемпионате мира по муйтай в Греции и смогла добыть бронзовую медаль.

### 2025
В феврале во второй раз выиграла чемпионат страны по муайтай в Екатеринбурге.

## Профессиональная карьера в ММА
Свой дебют на профессиональной сцене она сделала 29 мая 2023 года на турнире «Наше дело: Пирматов vs. Букин», в данном поединке Анна одержала верх над Елизаветой Паранчук техническим нокаутом в третьим раунде. 
Второй бой в организации «Наше дело» она провела 3 июля 2023 года против азербайджанской спортсменке Тунзалы Иманлы, где Сафеева одержала победу по решению судей. 
6 ноябре 2023 года она провела титульный поединок за звание чемпионки организации «Наше дело» против Марины Мерчук и выиграла ее раздельным решением судей и стала первой чемпионкой женского дивизиона до 52,2 кг. 
23 августе 2024 года провела успешную защиту титула против Ульяны Фирсовой на турнире «Наше дело 85», победив техническим нокаутом во втором раунде. 
6 декабря 2024 года она во второй раз успешно защитила свой титул, одолев в реванше свою давнюю соперницу Марину Мерчук по решению судей в пятераундовом поединке.

## Спортивные достижения
- Чемпионат России по панкратиону 2022 — ;
- Чемпионат России по ММА 2022 — ;
- Кубок России по ММА 2022 — ;
- Кубок России по муайтай 2022 — ;
- Чемпионат России по муайтай 2023 — ;
- Чемпионат России по панкратиону 2023 — ;
- Чемпионат России по муайтай 2024 — ;
- Чемпионат мира по муайтай 2024, 2025 — ;
- Чемпионат России по муайтай 2025 — ;

## Список боев
| Результат | Рекорд | Соперник           | Способ                 | Турнир                          | Дата            | Раунд | Время | Место                   | Примечание                  |
| --------- | ------ | ------------------ | ---------------------- | ------------------------------- | --------------- | ----- | ----- | ----------------------- | --------------------------- |
| Победа    | 5—0    | Марина Мерчук      | Решение (единогласное) | «Наше дело 85»                  | 6 августа 2024  | 5     | 5:00  | Санкт-Петербург, Россия | 2-я защита титула.          |
| Победа    | 4—0    | Ульяна Фирсова     | TKO (остановка судьи)  | «Наше дело 85»                  | 23 августа 2024 | 2     | 5:00  | Челябинск, Россия       | 1-я защита титула.          |
| Победа    | 3—0    | Марина Мерчук      | Решение (раздельное)   | «Наше дело: Сафеева vs. Мерчук» | 6 ноября 2023   | 5     | 5:00  | Москва, Россия          | Выиграла титул организации. |
| Победа    | 2—0    | Тунзала Иманлы     | Решение (единогласное) | «Наше дело: Ялымов vs. Кадиев»  | 3 июля 2023     | 3     | 5:00  | Москва, Россия          |                             |
| Победа    | 1—0    | Елизавета Паранчук | TKO (удары)            | «Наше дело: Пирматов vs. Букин» | 29 мая 2023     | 3     | 4:29  | Москва, Россия          |                             |